# Antalffy Gyula
Antalffy Gyula (Karcag, 1912. október 24. – Budapest, 1997. március 7.) magyar újságíró, művelődéstörténeti író.

## Életrajza
Karcagon született és ott tanult. Végzős gimnazista korában lírai költeményeket is írt. 1930–33 között a budapesti tudományegyetemen angol–magyar–történelem szakos hallgató volt. Antalffy Gyula másodéves egyetemista korában ösztöndíjat kapott Angliába. 1930-ban a Karcagi Naplót is szerkesztette. 1933-tól a Szabadság, 1936–45-ben a Kis Újság és a Pesti Hírlap munkatársa volt. 1945–1946-ban a Magyar Nemzeti Front napilapja, a Szabadság alapítója és szerkesztőbizottsági tagja volt. 1946–1949-ben a Kis Újság felelős szerkesztője, 1955–1958-ban a Képes Magyarország munkatársa, majd 1958–1975 között a Magyar Nemzet olvasószerkesztője volt. 1975-ben ment nyugdíjba. Budapesten hunyt el, sírja a Farkasréti temetőben található. 
Antalffy Gyula nagyon népszerűen írt. Az ő javaslatára indult meg a Magyar Nemzetben a Fürdőlevelek című sorozat. Célja az ismeretterjesztés volt, és főként az, hogy a hazai természeti kincsekre felhívja olvasói figyelmét.

## Művei
- A honi utazás históriája, regényes kultúrtörténet, 1943
- Magyar évszakok, lírai tájrajzok, 1955
- Börzsöny, tájmonográfiája, 1957
- A Himalájától a Balatonig. Lóczy Lajos életregénye, 1964
- Édes hazánk (honismeret tizenéveseknek), 1966
- Így utaztunk hajdanában, kultúrtörténet [1976]
- A Thousand Years of Travel in Old Hungary, regényes kultúrtörténet, 1980
- Reformkori magyar városrajzok, kultúrtörténeti írás, 1982
- A reformkor Balatonja, kultúrtörténeti írás, 1984
- Boldog barangolások. Tájrajzok, 1987
- A mázai remete. Pávai-Vajna Ferenc emléktáblájára. In: Magyar Nemzet 49. 1986. 92. 4.
- Az Áchim ügy címmel a Magyar Nemzet 1986. december 31-ei számában megjelent tanulmánya nagy vitát kavart. História 87/056.[halott link]

## Kitüntetései
- Magyar Szabadság érdemrend, 1947
- A Magyar Köztársasági Érdemrend tisztikeresztje, 1948
- A Munka Érdemrend arany fokozata, 1962, 1970
- Rózsa Ferenc-díj III. fokozat, 1965[4]
- Pro Natura emlékérem, 1975
- Aranytoll, 1978 (MÚOSZ)

## Online elérhető műszemelvény
- Pécs látképe Szemelvények: Antalffy Gyula: Reformkori magyar városrajzok c. könyvéből[halott link]